# Épée (carte à jouer)

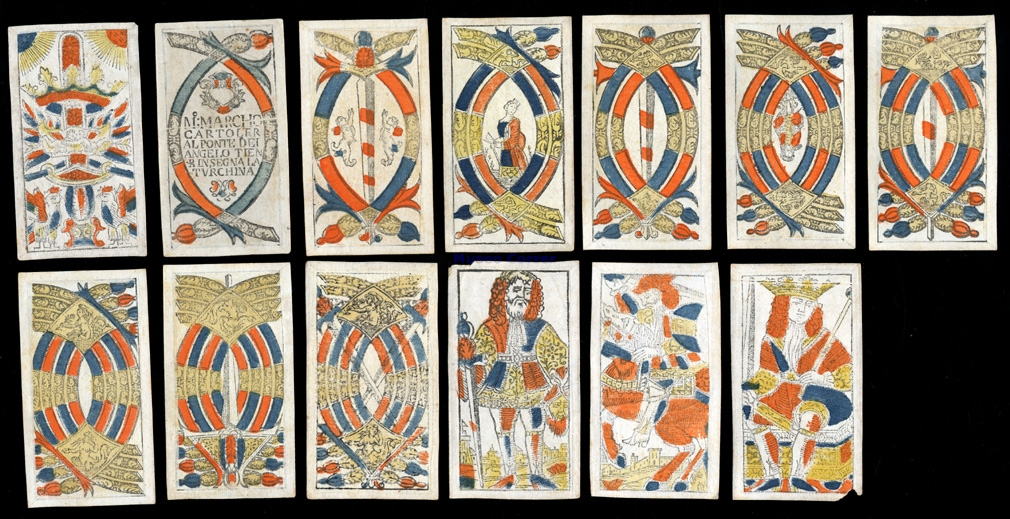
Cartes d'épée d'un jeu vénitien du XVIIIe siècle.

Pour les articles homonymes, voir Épée.
L'épée est une enseigne de cartes à jouer, enseignes latines avec le bâton, la coupe et le denier.

## Caractéristiques
En espagnol, les épées sont appelées espadas ; en italien, spade. Elles correspondent aux piques des enseignes françaises, aux feuilles des enseignes allemandes et aux boucliers des enseignes suisses.